# Druckzylinder
Als Druckzylinder bezeichnet man den Teil der Druckmaschine, der als druckerzeugendes Element fungiert. Der Druckzylinder wird oft auch nur als Gegendruck bezeichnet. Druckzylinder kommen bei allen Schnellpressen, Offsetpressen und auch bei Abziehpressen zum Einsatz. Der Zylinder trägt, wie der Tiegel bei der Tiegeldruckpresse, den Aufzug. Bei fast allen Maschinentypen ist das Druckfundament fest und der Druckzylinder einstellbar zu diesem gelagert.

## Aufbau
Der Druckzylinder besteht vorzugsweise aus Gusseisen und wird feinmechanisch bearbeitet. Er hat bei Schnellpressen einen sogenannten Einstich für die Aufnahme der Greiferleiste und ist je nach Bauart entweder zylindrisch rund oder zylindrisch mit einem abgeflachten Teil (z. B. Zweitourenmaschine). Bei Abziehpressen ohne Anlage ist der Zylinder oftmals völlig rund ohne jede Vertiefung, da dort keine Elemente für die Bedruckstoffführung im Zylinder angeordnet werden müssen.
Bei einfachen Maschinen ist der Zylinder mit Gummituch oder Hartgummi bespannt und wird oftmals nur durch sein Eigengewicht auf den Bedruckstoff gepresst. Bei Schnell- und Offsetpressen ist die Genauigkeit ca. 1/100 mm und der Zylinder mit Schmitzringen ausgerüstet. Dadurch wird eine Umfangskonstanz von wenigen 1/100 mm und ein perfektes Passerbild gewährleistet.

## Funktionsprinzip
Es gibt ältere Bauweisen, bei denen der Zylinder über die feststehende Druckform geführt wird. Bei den meisten Maschinen aber wird das Druckfundament unter dem fest gelagerten Zylinder hindurchgeführt und der Zylinder lediglich bedarfsweise gehoben bzw. gestoppt. Bei Rotationspressen sind Gegendruck- und Formzylinder beide in ihrer Lage fixiert.

## Allgemein
Druckzylinder stellen zwischen 20 und 50 % des Maschinengesamtgewichtes. Zu schwere Zylinder sind teuer. Zu leicht gebaute Zylinder biegen sich beim Druck schwerer Formen; dadurch wird das Druckbild unsauber.  Schlecht austarierte Zylinder verursachen einen unruhigen Lauf der Maschine und einen schnellen Verschleiß der Wälzlager. Deshalb zählen Druckzylinder bis heute zu den wichtigsten Elementen der Druckmaschine und werden konstruktiv optimiert. Ihre Schwingungsmechanik (Frequenz und Amplitude der Dreh- und Biegeschwingungen) ist qualitätsbestimmend.
Alternativen zum Druckzylinder sind der Tiegel (Tiegeldruckmaschinen) und der Reiber (Reiberpressen für Lithografie).